# Creedence Clearwater Revisited
I Creedence Clearwater Revisited sono un gruppo musicale statunitense attivo dal 1995 e formato da due dei precedenti membri dei Creedence Clearwater Revival, il bassista Stu Cook e il batterista Doug Clifford. Il gruppo non realizza nuove canzoni, ma si limita a reinterpretare quelle dei Creedence in numerosi live in giro per il mondo.

## Storia del gruppo
Il gruppo viene formato nel 1995 da Stu e Doug, originariamente non per suonare in pubblico, ma unicamente come un progetto personale. Nonostante ciò, una serie di concerti attirano l'attenzione sul gruppo, che inizia dunque alcune tournée in America, Nuova Zelanda, Europa e Asia. Il gruppo ha anche pubblicato nel 1998 un doppio album live, Recollection.

## Formazione
- Doug Clifford - batteria, percussioni, voce
- Stu Cook - basso, voce
- Steve Gunner - chitarra, tastiere
- Tal Morris - chitarra, voce
- John Tristao - voce, armonica a bocca

## Discografia
- 1998 - Recollection